# Замковенко Микола Іванович
Мико́ла Іва́нович Замкове́нко (нар. 17 лютого 1950, Катеринопіль, Черкаська область) — український політик та юрист. Народний депутат України 5-го скликання.

## Освіта
Закінчив юридичний факультет Київського університету імені Тараса Шевченка.

## Кар'єра
Працював народним суддею, юрисконсультом та адвокатом. Жовтень 1994 — липень 2001 — суддя, червень 1998 — липень 2001 — голова Печерського районного суду міста Києва.

## Парламентська діяльність
Квітень 2002 — кандидат у народні депутати України по виборчому округу № 223 міста Києва, самовисування. «За» 3.90 %, 4 місце з 21 претендентів. На час виборів: тимчасово не працював, безпартійний.
З 25 травня 2006 до 23 листопада 2007 — народний депутат України 5-го скликання від «Блоку Юлії Тимошенко», № 125 в списку. На час виборів: тимчасово не працював, безпартійний. Член фракції «Блок Юлії Тимошенко» (з травня 2006). Член Комітету з питань правосуддя (з липня 2006).

## Нагороди та звання
- Заслужений юрист України (з вересня 1998). Орден «За заслуги» III ступеня (лютий 2000).